# Khoo kheer

En Inde, le khoo kheer est une boisson fermentée à base de lait de bufflonne.

## Référence
1. ↑  Atlas des cuisines et gastronomies du monde, Gilles Fumey et Olivier Etcheverria, autrement, 2009